# Petit mont Blanc (massif du Mont-Blanc)
Pour les articles homonymes, voir Mont Blanc (homonymie).
Le Petit mont Blanc est un sommet d'Italie culminant à 3 424 mètres d'altitude. Il est situé dans le massif du Mont-Blanc, encadré par le glacier du Miage au nord-est, celui de la Lex Blanche au sud-ouest, dominé par l'aiguille de Tré-la-Tête et les aiguilles de la Lée Blanche au nord-ouest et surplombant le lac de Combal dans le val Vény au sud-est. Il donne son nom au glacier du Petit-mont-Blanc sur son flanc ouest, au glacier oriental du Petit-mont-Blanc sur son flanc est et au bivouac du Petit-mont-Blanc.

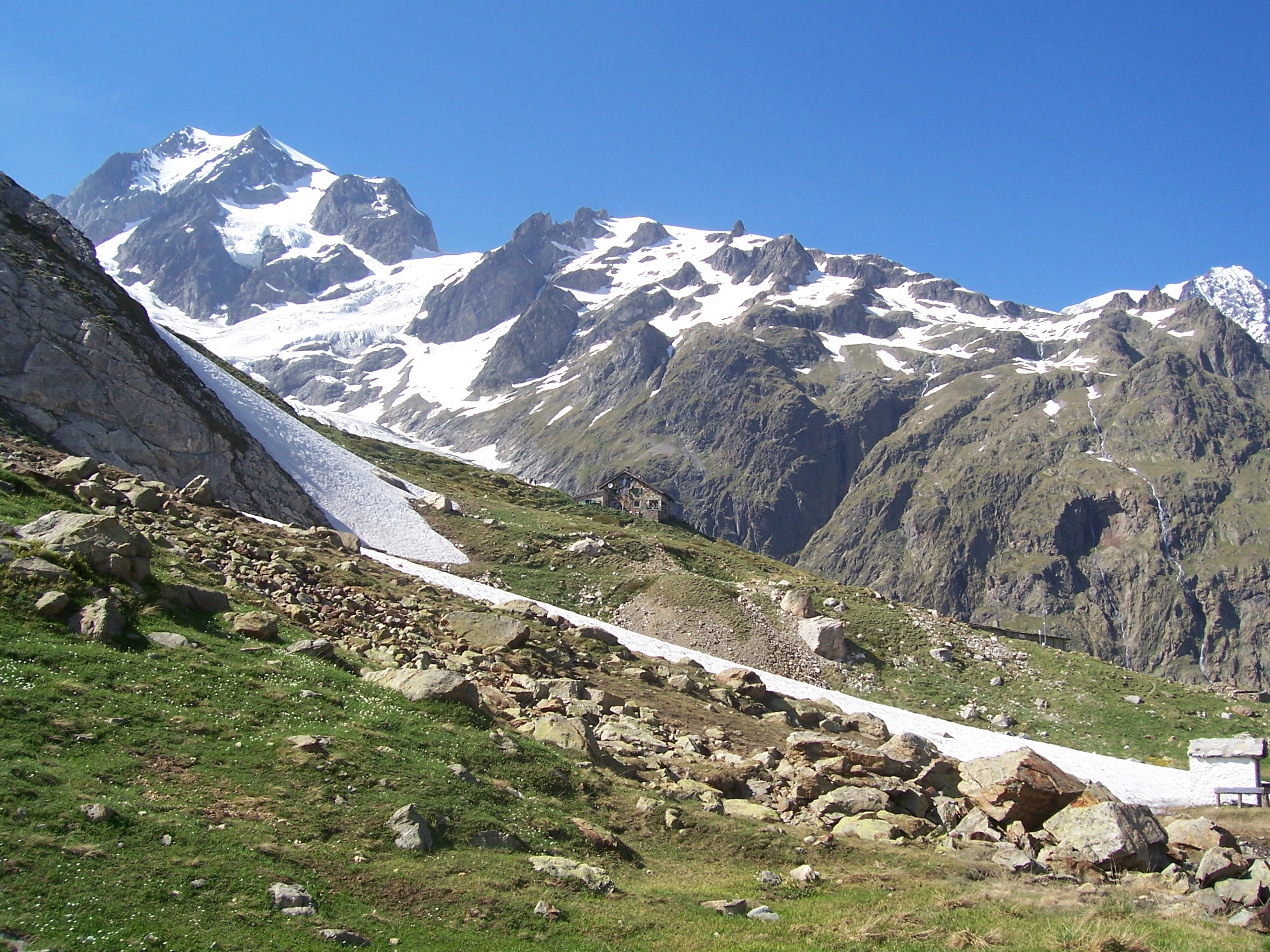
Vue depuis le refuge Elisabetta Soldini Montanaro au sud de l'aiguille de Tré-la-Tête (à gauche) dominant le Petit mont Blanc (au centre) ; au loin à droite, le mont Blanc et le mont Blanc de Courmayeur.

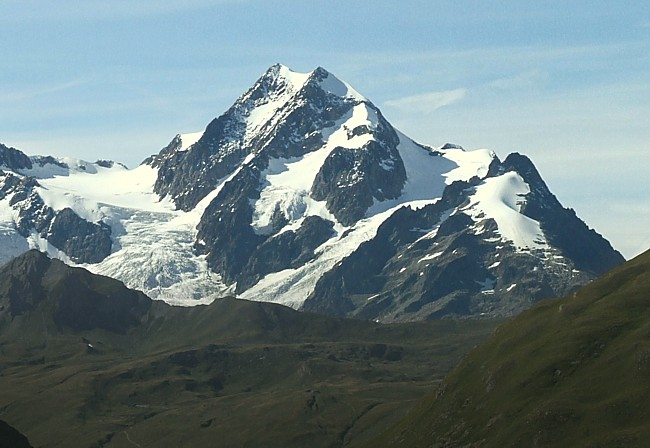
Vue depuis les Alpes grées au sud de l'aiguille de Tré-la-Tête avec sur la droite le Petit mont Blanc.